# بازیکن ایتالیایی سال سری آ
بازیکن ایتالیایی سال سری آ (به ایتالیایی: Migliore calciatore italiano) جایزهٔ سالانهٔ سازمان یافته توسط انجمن فوتبال ایتالیا (AIC) به بازیکن فوتبال ایتالیایی که بهترین عملکرد را نسبت به فصل گذشته داشته باشد٬ اهدا می‌شود.

## برندگان

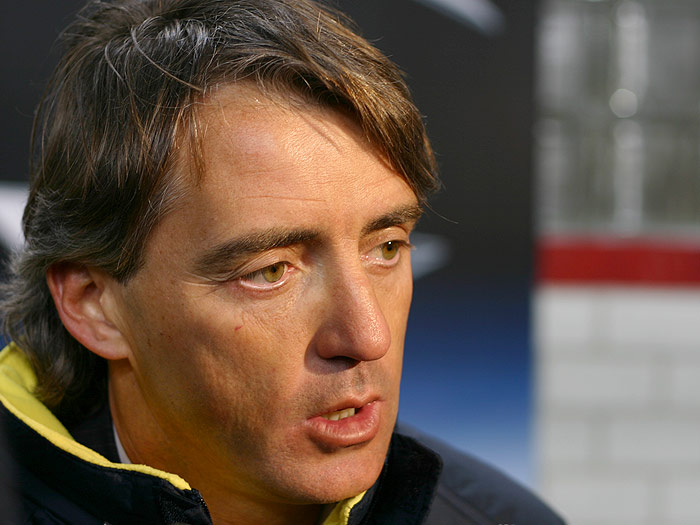
روبرتو مانچینی برندهٔ جایزه در سال ۱۹۹۷

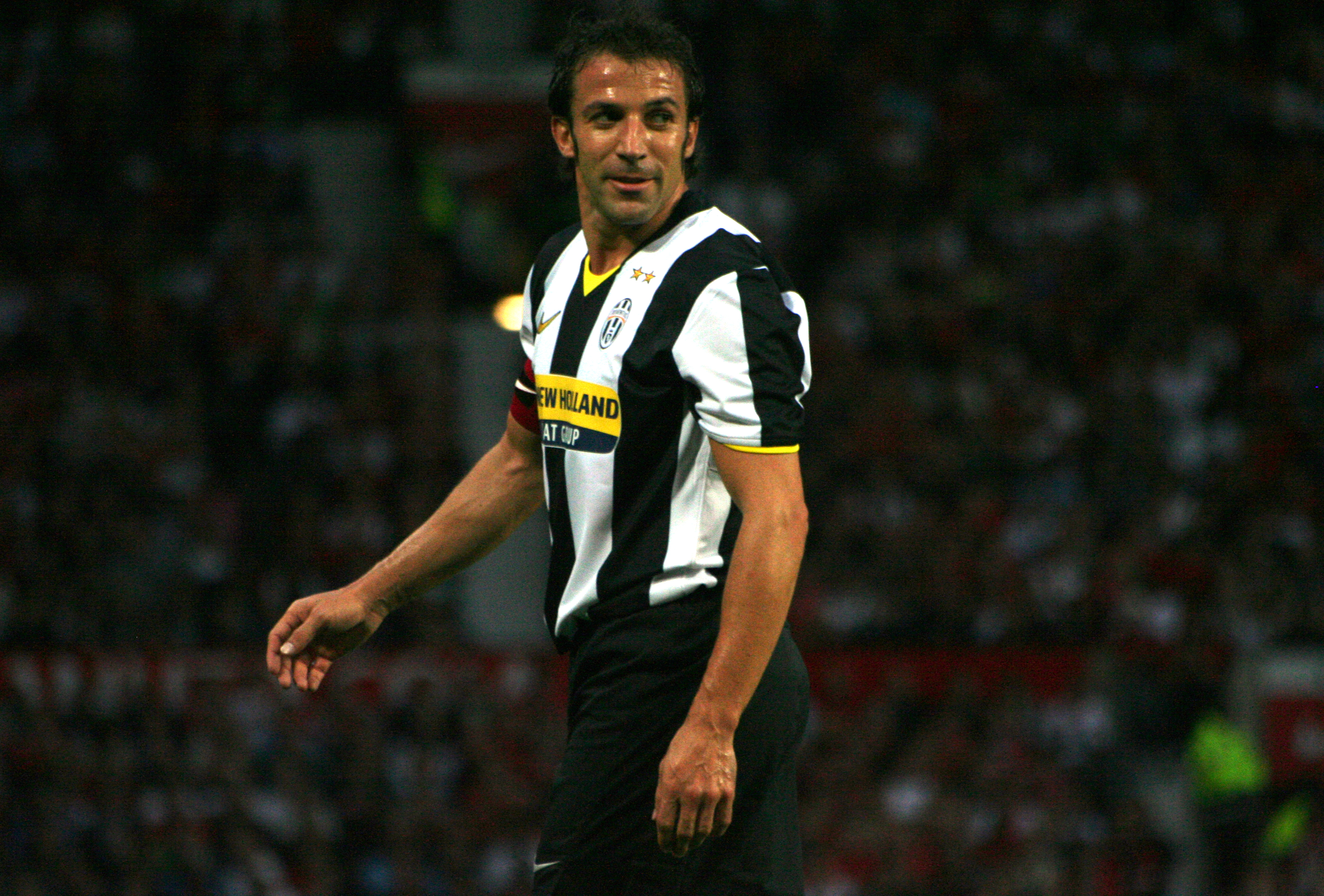
آلساندرو دل‌پیرو برندهٔ جایزه در سال‌های ۱۹۹۸ و ۲۰۰۸ که با فاصله‌ی ۱۰ سال دو بار این عنوان را کسب کرد.

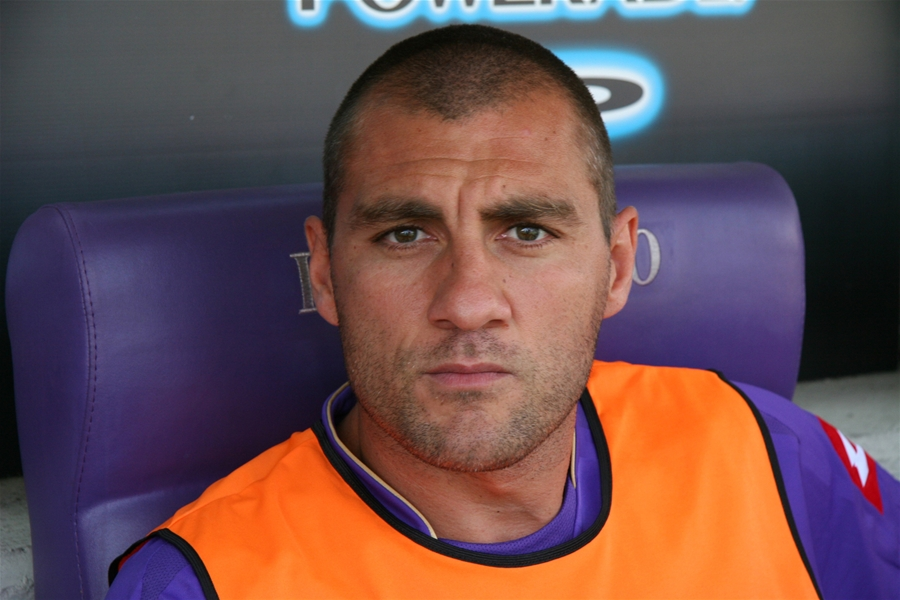
کریستین ویری برندهٔ جایزه دو بار برای دو باشگاه مختلف

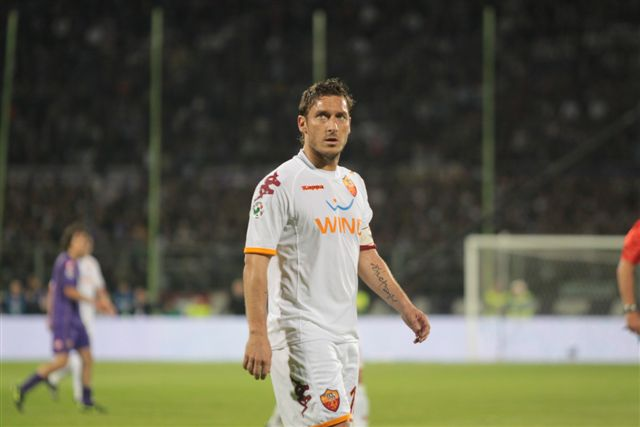
فرانچسکو توتی برندهٔ جایزه با رکورد ۵ بار که تمام آن‌ها در آ. اس. رم برای وی رقم خورد.

| سال  | بازیکن            | باشگاه      |
| ---- | ----------------- | ----------- |
| ۱۹۹۷ | روبرتو مانچینی    | سمپدوریا    |
| ۱۹۹۸ | آلساندرو دل‌پیرو   | یوونتوس     |
| ۱۹۹۹ | کریستین ویری      | لاتزیو      |
| ۲۰۰۰ | فرانچسکو توتی     | آ. اس. رم   |
| ۲۰۰۱ | فرانچسکو توتی     | آ. اس. رم   |
| ۲۰۰۲ | کریستین ویری      | اینتر میلان |
| ۲۰۰۳ | فرانچسکو توتی     | آ. اس. رم   |
| ۲۰۰۴ | فرانچسکو توتی     | آ. اس. رم   |
| ۲۰۰۵ | آلبرتو جیلاردینو  | پارما       |
| ۲۰۰۶ | فابیو کاناوارو    | یوونتوس     |
| ۲۰۰۷ | فرانچسکو توتی     | آ. اس. رم   |
| ۲۰۰۸ | آلساندرو دل‌پیرو   | یوونتوس     |
| ۲۰۰۹ | دنیله ده روسی     | آ. اس. رم   |
| ۲۰۱۰ | آنتونیو دی ناتاله | اودینزه     |

### باشگاهی
| باشگاه      | بازیکنان | مجموع |
| ----------- | -------- | ----- |
| آ. اس. رم   | ۲        | ۶     |
| یوونتوس     | ۲        | ۳     |
| اینتر میلان | ۱        | ۱     |
| لاتزیو      | ۱        | ۱     |
| پارما       | ۱        | ۱     |
| سمپدوریا    | ۱        | ۱     |
| اودینزه     | ۱        | ۱     |

### پست بازی
| پست   | بازیکنان | مجموع |
| ----- | -------- | ----- |
| مهاجم | ۶        | ۱۲    |
| هافبک | ۱        | ۱     |
| مدافع | ۱        | ۱     |